# Lacka Brama w Kijowie
Lacka Brama, Polska Brama, Lackie Wrota (ukr. Лядська брама, Ladśka brama) – średniowieczna brama wjazdowa do kijowskiego grodu Jarosława, stolicy Rusi Kijowskiej, prowadząca na południowy wschód, w kierunku uroczyska Ugorskie. Położona była w średniowiecznym kwartale polskiej gminy kupieckiej na Lackiej Słobodzie (Woli Polskiej, łacińskiej), w rejonie obecnego placu Niepodległości. W 1686 miasto oficjalnie zostało przyznane Rosji, wtedy też prawdopodobnie pojawiła się nowa nazwa Peczerskie Wrota.

## Historia
Do najpotężniejszych we wczesnośredniowiecznej Rusi należały umocnienia Kijowa. Były to mieszczące się w obrębie Grodu Jarosława Mądrego obwarowania zespołu pałacowo-świątynnego, z drugiej ćwierci XI w. Potrójny wał z ziemi i kamienia wznosił się do wysokości 15 m, konstrukcja posiadała kilka potężnych baszt-bram. Wewnątrz zewnętrznego łuku wałów znalazła się m.in. Kreszczata Dolina (Padół).
Brama Lacka była jedną z trzech bram grodu, zbudowanych przez Jarosława I Mądrego.
Brama została po raz pierwszy wspomniana w Latopisie hipackim w roku 1151, dziejopis podaje, że została spalona podczas pożaru w styczniu 1124. Zniszczeniu uległy w tym roku również bramy Żydowska, Węgierska oraz Złota. Była to brama flankująca wjazd do grodu od południowego wschodu. Od bramy prowadziła droga w stronę uroczyska Ugorskie, domniemanej lokalizacji węgierskiej osady targowej przy bramie węgierskiej, miejsca gdzie znajdowała się również legendarna mogiła Askolda. W IX w. miał tędy przebiegać szlak wędrówki Węgrów z Powołża w kierunku Halicza. W miejscu tym miał się również dokonać prawdopodobny chrzest Włodzimierza Wielkiego, jego synów oraz mieszkańców Kijowa. W późniejszych czasach nazywana była również bramą Peczerską, ponieważ prowadziła do Ławry Peczerskiej. W kierunku zachodnim flankę kamienno-ziemnego muru zamykała Złota Brama. Pośrodku między Lacką a Złotą bramą znajdował się kwartał polskiej/lackiej gminy kupieckiej.
Wybór miejsca na budowę bramy był prawdopodobnie związany z lokalizacją w tym miejscu ruchliwej gminy kupieckiej i osady targowej nad Dnieprem. Osada zamieszkana była przez obcą etnicznie ludność m.in. Chazarów, Żydów, Ormian, Greków, a nawet Polaków i Niemców. Głównym zajęciem tych grup ludnościowych zamieszkujących Padół było rzemiosło i handel. Prawdopodobnie druga Lacka Brama uległa zniszczeniu w roku 1240 podczas najazdu tatarskiego. Pod koniec roku 1240 oblężenie Kijowa rozpoczęło się od natarcia Mongołów pod wodzą Batu-chana. na bramę polską (lacką). Podobnie było w roku 1151 w czasie szturmu Suzdalczyków, walki były tu najcięższe i najkrwawsze. Tuż za bramą, na terenie kwartału kupieckiego powstał ok. roku 1230 kościół Bernardynów, a następnie klasztor Dominikanów, założony przez św. Jacka. Od XII w. możemy liczyć się ze stałą obecnością kupców polskich w Kijowie. Mieszczanie wrocławscy często odwiedzali Kijów, a krótko po najeździe mongolskim spotkał ich tam Carpini, gdy powracał z Mongolii. Mogli mieszkać tu w pobliżu "Drzwi Lackich", które wymienia latopis. W wieku XIII kolonia kupców polskich w Kijowie mogła posiadać dość duże znaczenie. Prawdopodobnie kupcy polscy znaleźli się w liczbie kupców "wszelkiego języka", którzy w roku 1203, w czasie zdobycia Kijowa przez wojska księcia Ruryka Rościsławowicza zamknęli się w cerkwiach w obawie przed rabunkiem - "hosti innozemcia, wsiakoho jazyka zatworiszasia w cerkwach". Zdobyty Kijów uległ wtedy zniszczeniu i rozgrabieniu.
W roku 1832 podczas prac ziemnych widać było jeszcze resztki ruin starej bramy. Dopiero pod koniec lat siedemdziesiątych XX w., wyeksponowano stopę fundamentową w związku z obchodami 1500 rocznicy Kijowa, którą zwieńczono w 2001 roku współczesnym eklektycznym pomnikiem z figurą św. Michała.

## Etymologia nazwy
Związek tej nazwy bramy z zamieszkałymi w pobliżu kupcami polskimi potwierdza jednoczesne występowanie w Kijowie bramy Żydowskiej.
Nazwa bramy lackiej może pochodzić zarówno od wczesnośredniowiecznej dzielnicy kupieckiej znajdującej się na Padole, ale również nawiązywać do ludności lędziańskiej, osadzonej przez Jarosława Mądrego w dorzeczu Rosi i Dniepru. W roku 1030 wareskie wojska Rurykowiczów zagarnęły Bełz, a w następnym roku w wyniku wyprawy Jarosława Mądrego i normańskiego księcia Haralda III – inne grody Lachów aż po San.
W późnym średniowieczu pod panowaniem ruskim (wareskim) Lędzianie ulegli całkowitej rutenizacji. Zaczęła się ona w 1031 od przesiedlenia przez Jarosława Mądrego znacznej części ludności lędziańskiej nad rzekę Roś na Naddnieprzu, gdzie długo zachowywała ona swą odrębność etniczną.
Roku 6539 [1031]. Jarosław i Mścisław (Jarisleifr i Harald) zebrali wojów mnogich, poszli na Lachów i zajęli Grody Czerwieńskie znowu, i spustoszyli ziemię lacką, i mnóstwo Lachów przywiedli, i rozdzielili ich. Jarosław osadził swoich nad Rosią, i są do dziś"; rus. "Ярославь и Мьстиславъ собраста вой ниогъ, идоста на Ляхы, и заяста грады Червеньскыя опять, н повоеваста Лядьскую землю, и многы Ляхы приведоста, и разлълиста я; Ярославь посади своя по Ръси, и суть до сего дне." [w:] Powieść minionych lat".
Podczas zjazdu rosyjskich archeologów w roku 1878 P.O. Jurczenko przedstawił słabo umotywowaną tezę wywodząca nazwę Lackiej bramy od wyrazu lada, laszina